# Virusna pljučnica
Virusna pljučnica je pljučnica (vnetje pljuč), ki jo povzroča virusna okužba. Pljučnico lahko sicer povzročajo tudi bakterije (bakterije so najpogostejši povzročitelj pljučnic pri odraslih), redkeje pa tudi glive ali zajedavci. Pri otrocih so virusi najpogostejši povzročitelji pljučnic. Tveganje za virusno pljučnico je večje pri osebah z oslabelim imunskim sistemom ter zelo majhnih otrocih s še nezrelim imunskim sistemom in starejših bolnikih. Virusi lahko povzročajo zunajbolnišnično kot tudi bolnišnično pljučnico.
Med pomembnejše virusne povzročitelje pljučnice spadajo na primer virus gripe, respiratorni sincicijski virus (RSV) in SARS-CoV-2 (virus, ki povzroča covid 19).

## Simptomi
Bolezenski znaki in simptomi niso specifični in na njihovi podlagi ni možno ločevati med različnimi virusnimi povzročitelji niti zanesljivo potrditi virusne pljučnice. Pogosti so splošni simptomi akutne okužbe dihal, ki vključujejo kašelj, težave z dihanjem (dispnejo), vročino in bolečino v prsnem košu. Izmeček je manj pogost kot pri bakterijski okužbi; če se pojavi, je pogosteje voden in ga je malo. Razvoj simptomov pljučnice je običajno postopnejši kot pri bakterijski pljučnici, vročina pa nižja. Pogosteje se tudi pojavlja rinitis.

## Diagnoza
Klinični znaki, laboratorijske preiskave, biološki označevalci in izvidi rentgenskega slikanja ne dajejo zanesljivih informacij za postavitev virusne pljučnice oziroma ugotovitev posameznega virusnega povzročitelja. Za zanesljivo laboratorijsko dokazovanje se najpogosteje uporablja detekcija virusnih jedrnih kislin s PCR-jem z reverzno transkriptazo v respiratornih kužninah. V preteklosti so za dokazovanje virusnih povzročiteljev uporabljali zlasti konvencionalne metode za dokaz virusa (biološke kulture, dokazovanje antigenov in serološke metode), ki so pa okoli dva- do petkrat manj občutljive od PCR-ja.

## Povzročitelji
Med povzročitelji virusne pljučnice so na primer:
- rinovirus (najpogosteje detektiran virus, ki povzroča virusno pljučnico pri otrocih[2] in po nekaterih podatkih tudi pri odraslih)
- virus gripe
- adenovirus (predvsem pri bolnikih po presaditvi organov)[9]
- koronavirusi
- humani metapnevmovirus (HMPV)
- respiratorni sincicijski virus (RSV)
- virus parainfluence (pri otrocih)[10]
- SARS-CoV-2[11]

Virusno pljučnico lahko povzročijo tudi nekateri virusi, za katere je sicer značilno, da primarno povzročajo druge oblike bolezni, na primer:
- virus herpesa simpleksa (HSV),[9] zlasti pri novorojencih in majhnih otrocih
- virus noric[12]
- virus ošpic[13]
- virus rdečk
- citomegalovirus (CMV),[9] predvsem pri bolnikih z oslabelim imunskim sistemom
- virus denge

## Zdravljenje
Pri zdravljenju virusne pljučnice se uporablja podporno zdravljenje, pri nekaterih povzročiteljih pa je na voljo tudi specifično protivirusno zdravljenje. Največ raziskav in možnosti protivirusnega zdravljenja poznamo pri okužbi z virusi gripe.